# Ведомство федерального канцлера (Бонн)
Ведомство федерального канцлера в Бонне (нем. Bundeskanzleramtsgebäude) — здание в Бонне, где в 1976—1999 годах размещался аппарат федерального канцлера ФРГ. Здание находится в районе Гронау в центре так называемого Федерального квартала.
Ведомство федерального канцлера Германии было переведено в Берлин в 1999 году, в 2001 году второй официальной резиденцией федерального канцлера Германии в Бонне является Дворец Шаумбурга. С 2006 года в здании располагается Федеральное министерство экономического сотрудничества и развития Германии.

## История
Первоначально ведомство канцлера ФРГ с 1949 года размещалось во Дворце Шаумбурга. В 1950-е годы рядом с ним были построены дополнительные корпуса 2 и 3. В 1969 году при Вилли Брандте на ведомство были возложены дополнительные политические задачи в области образования, социального обеспечения и технологий. В связи с ростом потребностей ведомства федеральным правительством в декабре 1969 года было принято решение о строительстве нового здания ведомства федерального канцлера. Проектные работы были поручены группе Шильдорфа, победившей в открытом конкурсе. Строительные работы начались в 1973 году, официальная церемония открытия здания состоялась в июле 1976 года. Дворец Шаумбурга продолжал использоваться, но преимущественно в представительских целях. На территории дворцового парка также размещается Канцлерское бунгало, официальная резиденция федеральных канцлеров ФРГ.
Здание ведомства федерального канцлера представляет собой трёхэтажный комплекс с двумя подземными этажами, разделённый на две части: так называемый «корпус отделов» и «корпус канцлера и правительства», смещённые относительно друг друга. Вход в корпус отделов находится со стороны Рейна. В меньшем по размеру канцлерском корпусе имелся собственный вход.
Архитектурная ценность здания подвергалась сомнению. Критики указывали на нерешительность и сдержанность градостроительской позиции. Гельмут Шмидт якобы сказал, что новое здание ведомства федерального канцлера обладает очарованием отделения «Рейнской сберегательной кассы». При первом хозяине здания Гельмуте Шмидте в 1979 году перед зданием был разбит газон и установлена скульптура работы Генри Мура.